# Алгебра Мальцева
Алгебра Мальцева — антикоммутативная неассоциативная алгебра, которая удовлетворяет следующему тождеству Мальцева:
{\displaystyle (xy)(xz)=((xy)z)x+((yz)x)x+((zx)x)y}.
Введены в 1955 году советским математиком Анатолием Ивановичем Мальцевым.
Тождество Мальцева можно переписать в виде:
{\displaystyle J(x,y,xz)=J(x,y,z)x},
где {\displaystyle J(x,y,z)=(xy)z+(yz)x+(zx)y} — якобиан элементов {\displaystyle x,y,z}. Поскольку в любой алгебре Ли якобиан равняется нулю, то алгебры Ли являются частным случаем алгебр Мальцева.
Существует следующая взаимосвязь между альтернативными алгебрами и алгеброй Мальцева: замена умножения в алгебре {\displaystyle M} операцией коммутирования {\displaystyle [x,y]=xy-yx} превращает её в алгебру {\displaystyle M^{(-)}}. При этом, если {\displaystyle M} является альтернативной алгеброй, то {\displaystyle M^{(-)}} будет алгеброй Мальцева. (Другими словами, для алгебр Мальцева существует аналог теоремы Пуанкаре — Биркгофа — Витта.)
Для алгебр Мальцева имеет место теорема, аналогичная классической теореме о связи алгебры Ли и группы Ли. Касательная алгебра локальной аналитической лупы Муфанг является алгеброй Мальцева. Верно также и обратное утверждение: любая конечномерная алгебра Мальцева {\displaystyle M} над полным нормированным полем {\displaystyle F} характеристики 0 является касательной алгеброй некоторой локальной аналитической лупы Муфанг.